# Американски алигатор
Американският или мисисипски алигатор (Alligator mississippiensis) е един от двата вида крокодили от семейство алигатори, които носят наименованието алигатор. Другият е т.нар. китайски алигатор, който е доста по-дребен от американския.

## Ареал
Американският алигатор обитава водоемите в субтропичните части на САЩ. Среща се в района на Мексиканския залив, на териториите на щатите Флорида, Луизиана, Джорджия, Северна и Южна Каролина. Обитава сладки води – реки, езера и блата. В много райони в ареала му популацията на вида е значително намаляла. През последните години обаче тя стабилно се увеличава благодарение на природозащитните организации. Алигаторът е защитен вид в САЩ и обитава защитени райони като националния парк Евърглейдс във Флорида.

## Размери
Американските алигатори са едри крокодили – възрастните индивиди достигат дължина между 3,6 и 4,5 m. В много редки случаи може да има американски алигатори, които да надвишават тези граници. Въпреки това са улавяни индивиди, дълги над 5, дори до 6 m, но подобни гиганти при този вид са рядко явление. Най-големият рекорден по размери представител на вида е бил дълъг 5,8 m, въпреки че в миналото са описвани и малко по-едри екземпляри.

## Поведение
Американският алигатор е по-малко агресивен в сравнение с други представители на разред крокодили. Това не го прави по-малко опасен. Всяка година алигаторите убиват около 11 души в САЩ. Но всъщност този вид може да се определи като безопасен в сравнение със соленоводния крокодил, черния кайман или нилския крокодил, които вземат и много повече жертви от американския алигатор. Има случаи в някои щати обаче, когато алигатори навлизали и в близост до населени места, където са нападали хора. Според един доклад на американското дружество за защита на природата доста по-често при такива опасни „посещения“ в близост до населени места, жертви на големите влечуги са ставали кучета, в повечето случаи скитащи и бездомни, които стават лесна плячка на алигаторите.

## Хранене
Плячка на американските алигатори предимно стават риби, птици, костенурки, гущери, змии, различни бозайници и др. През периода на гнездене алигаторите понякога ловуват с пръчки за примамка на птици, които ги използват за строеж.

## Размножаване
След размножителния период женската снася между 20 и 50 яйца, от които 3 месеца по-късно се излюпват малките. Женската неотлъчно пази първо яйцата, а после и малките през първите им дни.